# Бембі зустрічає Ґодзіллу
«Бембі зустрічає Ґодзіллу» (англ. Bambi Meets Godzilla) — півторахвилинний анімаційний фільм 1969 року канадського мультиплікатора Марва Ньюленда, створений ним самим під час навчання в коледжі дизайну в Лос-Анджелесі. Історія фатальної зустрічі двох персонажів поп-культури Бембі та Ґодзілли. Займає 38-е місце в списку п'ятдесяти найвизначніших мультфільмів всіх часів, складеному в 1994 році істориком анімації Джеррі Беком за підсумками голосування 1000 діячів мультиплікації.

## Сюжет
Велика частина мультфільму складається з початкових титрів, які повідомляють, що сюжет, сценарій, хореографія і костюми для Бембі створені Марвом Ньюлендом, який в свою чергу «створений містером і місіс Ньюленд». Поки йдуть титри, оленятко Бембі безтурботно пасеться на галявині під мелодію пастухів з опери Джоаккіно Россіні «Вільгельм Телль». Потім Бембі піднімає голову вгору і бачить, що наближається лапа Ґодзілли. Це останнє, що бачить оленятко, так як лапа Ґодзілли опускається прямо на Бембі і розплющує його. Одночасно легка музика змінюється гучним тривалим фортепіанним акордом (фінальний акорд композиції «A Day in the Life» Бітлз). З'являється напис «Кінець», а слідом за нею — вираження вдячності місту Токіо за надану для зйомок Годзілу (англ. We gratefully acknowledge the city of Tokyo for their help in obtaining Godzilla for this film)

## Додаткові факти
- Працюючи над картиною «Бембі зустрічає Ґодзіллу», Марв Ньюленд знімав квартиру у Адріани Казелотті, яка озвучувала Білосніжку в класичному мультфільмі Волта Діснея «Білосніжка і семеро гномів» (Snow White and the Seven Dwarfs, 1937).
- Ньюленд створив «Бембі зустрічає Ґодзіллу» лише за два тижні, будучи студентом Коледжудизайнау Лос-Анджелісі. Він презентував її у якості курсової роботи, зрозумівши, що не вкладається у термін з фільмом за участі живих акторів, над яким працював більше місяця.
- Через тридцять років після виходу мультфільму «Бембі зустрічає Ґодзіллу» з'являється сиквел «Син Бембі зустрічає Ґодзіллу» (Son of Bambi Meets Godzilla, 1999), сворений без участі Ньюленда. В ньому Ґодзілла намагається наступити на сина Бембі, але той ухиляється, а потім з-під землі з'являється ракетна турель і вбиває Ґодзіллу.